# Руконожки (жуки)
Руконожки (лат. Dyschirius) — род жужелиц из подсемейства Scaritinae.

## Описание
Переднеспинка более или менее шаровидная, кантик её боковых краёв не заходит на суженую основную сторону.

## Систематика
В составе рода:
- Dyschirius angustatus (Ahrens, 1830)
- Dyschirius armatus Wollaston, 1864
- Dyschirius buglanensis Bulirsch, 1996
- Dyschirius caspius Putzeys, 1866
- Dyschirius digitatus (Dejean, 1825)
- Dyschirius euphraticus Putzeys, 1846
- Dyschirius globosus (Herbst, 1784)
- Dyschirius humeratus Chaudoir, 1850
- Dyschirius humiolcus Chaudoir, 1850
- Dyschirius jedlickai Kult, 1940
- Dyschirius latipennis Seidlitz, 1867
- Dyschirius mesopotamicus Müller, 1922
- Dyschirius numidicus Putzeys, 1846
- Dyschirius obscurus (Gyllenhal, 1827)
- Dyschirius thoracicus (Rossi, 1790)
- Dyschirius zimini Znojko, 1928